# Sofia Depassier
Sofía Nieves Depassier Sepúlveda (Santiago, 4 de março de 1998) é uma modelo e rainha da beleza chilena, vencedora do concurso Miss Universo Chile 2022. Ela representará o Chile no concurso Miss Universo 2022.

## Biografia
Depassier nasceu e cresceu em Santiago. Atualmente está sediada em Miami, Estados Unidos, pois representa a Comunidade Estrangeira. Ela é modelo profissional, esteticista e atriz. Não uma estranha no mundo dos concursos de beleza, ela participou do Miss Teen Sul da Flórida 2004, onde foi premiada como Miss Fotogênica.

## Concurso de beleza
Em 20 de novembro de 2020, Depassier começou sua carreira no concurso em 2020, depois de ser selecionada como representante da Communidad Extranjera no concurso Miss Universo Chile 2020. Depois de ser selecionada como uma das 25 semifinalistas, Depassier avançou como uma das oito finalistas. Naquele mês, ela competiu nas finais ao vivo, onde avançou para as quatro primeiras antes de ser anunciada como a 2ª colocada e perdeu eventualmente vencedora Daniela Nicolás de Copiapó.
Em 25 de junho de 2022, Depassier retornou ao concurso para competir no concurso Miss Universo Chile 2022. No final do evento, ela foi coroada pela sucedida saída Antonia Figueroa como o novo título. Ela representará o Chile no concurso Miss Universo 2022.